# Радионова, Нина Федоровна

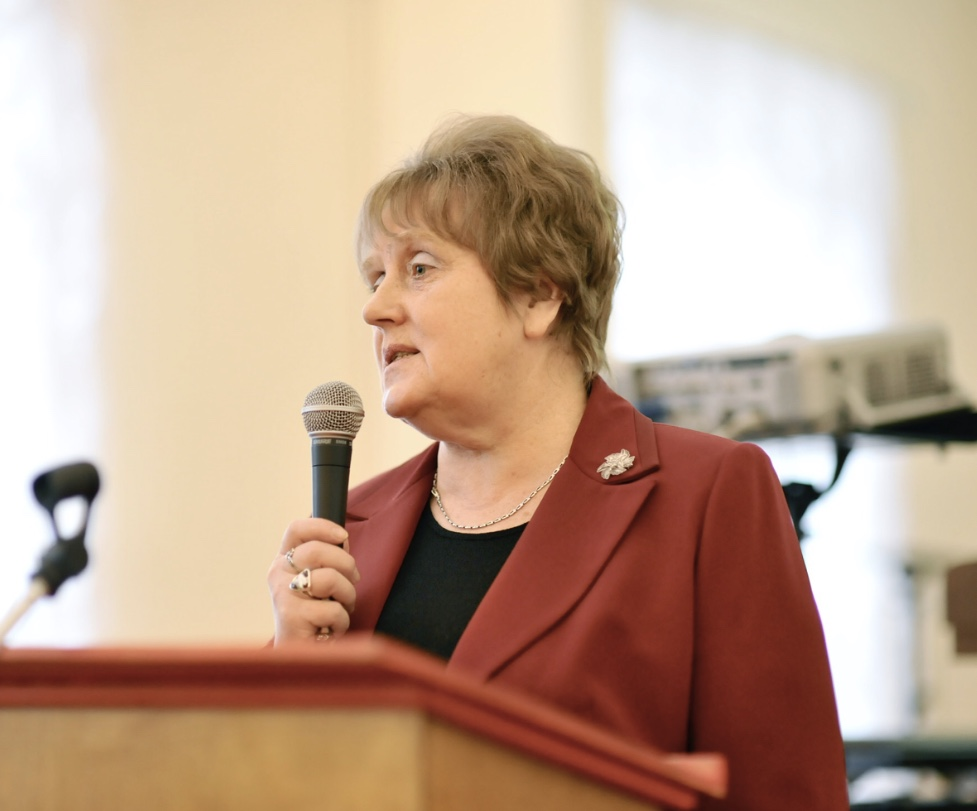

Радионова Нина Федоровна (03.11.1946, с. Яблоновка, Всеволожского района Ленинградской области) — специалист в области теории и практики образования. Доктор педагогических наук (1991 г.). Профессор (1993 г.). Окончила факультет математики ЛГПИ им. А. И. Герцена  (1970); аспирантуру по специальности: теория и история педагогики (1979). С 1979 г. работает на кафедре педагогики в должности ассистента; доцента (1983); профессора (1992).
Научные исследования посвящены взаимодействию субъектов образовательного процесса на всех ступенях непрерывного образования. Опубликовано более 200 научных трудов. Подготовила 3 докторов и 42 кандидата наук.
Н.Ф.Радионова награждена почетными знаками «Отличник народного просвещения» (1996 г.), «Заслуженный работник высшей школы Российской Федерации»(2001 г.); медалями «За гуманизацию школы СПб» (2001 г.), «В память 300-летия Санкт-Петербурга» (2003 г.), медалью К.Д.Ушинского (2006 г.), медалью Императрицы Марии Федоровны (2013 г.), орденом «За заслуги перед отечеством» II степени (2008 г.). «Почетный профессор РГПУ им.А.И.Герцена". (2010 г.)

## Основные труды
- Взаимодействие педагогов и старших школьников: Учеб. пособие по спецкурсу/ ЛГПИ. — A., 1989. — Ч. 1. — 84 с.; Ч. 2. — 84 с. Образовательные стандарты // Инновационные процессы в образовании: Сб. ст. /РГПУ. СПб., 1997. Вып. 2: Интеграция российского и западноевропейского опытов. С. 27—45. (Соавт. Радионов В. Е.).
- Образованность обучающихся как один из показателей качества образования // Контроль качества и оценка в образовании: Материалы междунар. конф. СПб., 1998. — С. 98—113. — (Соавт. Тряпицына А. П.).
- Исследование проблем высшего педагогического образования как путь совершенствования многоуровневой подготовки специалиста в сфере образования // Подготовка специалиста в области образования/ РГПУ. СПб., 1999. Вып. 7: Научно-исследовательская деятельность в совершенствовании профессиональной подготовки.— С. 7— 17. — (Соавт. Тряпицына А. П.)